# Roberto Accornero
Roberto Accornero (ur. 9 marca 1957 w Ivrei) – włoski aktor filmowy i telewizyjny.
W kilku rolach, które grał, była rola ojca Angelo Dell’Acqua w miniserialu Ojciec Giovanni – Jan XXIII i kapitana Aloisi w serialu Il maresciallo Rocca.

## Wybrana filmografia
- Il diavolo sulle colline, reż. Vittorio Cottafavi (1985)
- Dwa życia Mateusza Pascala, reż. Mario Monicelli (1985)
- Remake, reż. Ansano Giannarelli (1987)
- L’aria serena dell’Ovest, reż. Silvio Soldini (1990)
- Pasolini, un delitto italiano, reż. Marco Tullio Giordana (1995)
- Tutti giù per terra, reż. Davide Ferrario (1997)
- L’educazione di Giulio, reż. Claudio Bondi (2000)
- Bezsenność, reż. Dario Argento (2001)
- Ojciec Giovanni – Jan XXIII, reż. Giorgio Capitani (2002)
- To nie nasza wina, reż. Carlo Verdone (2003)
- Nasze najlepsze lata, reż. Marco Tullio Giordana (2003)
- De Reditu (Il ritorno), reż. Claudio Bondi (2004)
- Czas porzucenia, reż. Roberto Faenza (2005)
- Podwójna godzina, reż. Giuseppe Capotondi (2009)
- Ja, Don Giovanni, reż. Carlos Saura (2009)
- Wierzyliśmy, reż. Mario Martone (2010)
- Kolacja, reż. Ivano De Matteo (2014)